# Jim Morris (Pixar)
Jim Morris es un productor y ejecutivo estadounidense que trabaja con efectos visuales, es el gerente general de Pixar. Está a cargo diariamente del funcionamiento de las instalaciones de estudio y productos. Antes de ocupar dicho cargo, trabajó como productor de WALL·E. Trabaja como productor de la próxima película de John Carter of Mars. Actualmente es el presidente de Pixar. 